# Лука Пайретто
Лука Пайретто (італ. Luca Pairetto; 14 квітня 1984, Турин) — італійський футбольний арбітр. Арбітр ФІФА та УЄФА з 2022 року. Судить матчі Серії А з 2013 року.

## Суддівська кар'єра
Син п'ємонтського рефері П'єрлуїджі Пайретто, він вирішив зайнятися суддівством у 1999 році. Його дебют на футбольному полі відбувся в лютому 2000 року.
Він був визнаний найкращим арбітром C.R.A. Piemonte-Valle D'Aosta в сезоні 2004—2005. Згодом він почав переходити в інші категорії, поки не досягнув Серії D на початку сезону 2006—2007. Тут він пропрацював протягом трьох років.
Влітку 2009 року він перейшов до Lega Pro, в якій провів три роки, а в липні 2012 року перейшов до Серії B. Дебютував у кадетському чемпіонаті 1 вересня 2012 року, отримавши запрошення судити матч «Брешія» — «Юве Стабія». У своєму першому сезоні в Серії B він провів 17 матчів.
На початку наступного сезону, 25 вересня 2013 року, він дебютував у Серії А, відсудивши матч «Ліворно» — «Кальярі».
Наприкінці футбольного сезону 2013—2014 років він відсудив 2 матчі в Серії А та 19 у Серії B, був визнаний тренерами категорій «найкращим арбітром в Топ-11 Серії B» та номінований як «найкращий молодий арбітр 2013—2014 років» на премію Sportilia.
У червні 2016 року він був призначений арбітром першого фінального матчу плей-оф Серії B 2015—2016 між «Пескара» та «Трапані».
1 липня 2016 року його підвищили до групи CAN A.
1 вересня 2020 року був включений до складу групи CAN A-B, що виникла внаслідок злиття CAN A і CAN B: він судив матчі Серії A, так і Серії B. У сезоні 2020—2021 він був призначений на 15 матчів у вищій лізі, включаючи Дербі делла Лантерна «Дженоа» — «Сампдорія» (допомагали асистенти Костанцо і Вівенці, четвертий арбітр Мареска та судді VAR Джакомеллі і Ліберті) і Дербі делла Капітал «Рома» — «Лаціо» (асистенти Біндоні та Рангетті, четвертий арбітр Ді Мартіно та судд VAR Ауреліано та Вівенці), обидва у другій половині сезону, та 6 у Серії В.
За підсумками сезону 2020—2021 він провів 83 матчі в Серії А.
30 вересня 2021 року AIA оголосила про його призначення міжнародним арбітром з 1 січня 2022 року.
Він представляв італійський суддівський корпус на XIX Середземноморських іграх 2022 року в Орані, Алжир, де судив два матчі: Франція — Марокко (3:0, 26 червня) та Франція — Алжир (3:2, 30 червня).
Дебютував у європейських клубних змаганнях 14 липня 2022 року, відсудивши матч-відповідь першого кваліфікаційного раунду Ліги конференцій між «Іскра» (Даниловград) та «Лячі» у Подгориці.